# Dusona obesa
Dusona obesa är en stekelart som först beskrevs av Davis 1898.  Dusona obesa ingår i släktet Dusona och familjen brokparasitsteklar. Inga underarter finns listade i Catalogue of Life.